# Nieuport 21
Il Nieuport 21 fu un aereo da caccia monomotore, monoposto e biplano sviluppato dall'azienda aeronautica francese Société Anonyme des Établissements Nieuport negli anni dieci del XX secolo e prodotto, oltre che dalla stessa, anche dalla russa Dux su licenza.
Introdotto nel 1916 come aereo da addestramento avanzato per la formazione dei piloti da caccia, venne impiegato proprio come caccia di prima linea e caccia di scorta dai reparti dell'Aéronautique Militaire, la componente aerea dell'Armée de terre (l'esercito francese), durante le prime fasi della prima guerra mondiale ed in seguito adottato anche dalla zarista Imperatorskij voenno-vozdušnyj flot e da entrambe le aeronautiche militari del Regno Unito, Royal Flying Corps (RFC) e Royal Naval Air Service (RNAS), rimanendo in servizio anche dopo il termine del conflitto in numerose forze aeree mondiali.

## Storia del progetto
Nel 1916 la Nieuport, sollecitata dalle esigenze belliche della prima guerra mondiale, affidò a Gustave Delage, direttore dell'ufficio tecnico dell'azienda, il compito di progettare nuovi modelli da caccia per rifornire i reparti francesi ed alleati coinvolti nel conflitto. Delage sviluppò il Nieuport 11 e 17 affiancando i modelli con uno sostanzialmente simile a quest'ultimo ma che, rispondendo alle specifiche E.1 (Entrainement, Monoplace) elaborate dall'Armée de terre, disponeva di un motore dalla potenza ridotta adatto ad equipaggiare i reparti di addestramento al fine di allenare i nuovi piloti a modelli più prestazionali.
Quest'ultimo, indicato dall'azienda come "modello 21", riproduceva l'impostazione del "modello 17", che abbinava alla fusoliera a sezione rettangolare con singolo abitacolo aperto una velatura biplana caratterizzata dalla ridotta corda del piano alare inferiore, ma con struttura alleggerita ed adottando il propulsore del "modello 11", un rotativo Le Rhône 9C da 80 hp (59,7 kW). La somiglianza con il precedente modello era tale che, in servizio nel Regno Unito, venne alle volte indicato come Nieuport 17B, tuttavia visivamente era riconoscibile per l'adozione anche della cappottatura del motore "a ferro di cavallo", tipica dell'11 Bebe, ovvero aperta nella parte inferiore per favorire un migliore raffreddamento dei cilindri del motore.

## Impiego operativo
A causa della ricorrente necessità di aerei da caccia nei reparti di prima linea, il Nie 21 venne inviato alle escadrille dell'Armée de terre impegnate sul fronte occidentale nell'ambito del primo conflitto mondiale, tuttavia le limitate prestazioni rispetto ai modelli pari ruolo lo relegarono ben presto ai compiti di seconda linea per il quale era stato progettato. In Francia rimase in servizio anche al termine del conflitto, utilizzato sia nelle scuole di volo dell'esercito che in prove di appontaggio su unità navali della Marine nationale.
Durante la Grande guerra venne inoltre fornito al Regno Unito, utilizzato dalle componenti aeree sia dell'esercito che della marina. Risultano essere almeno dieci gli esemplari in servizio nel Royal Naval Air Service, esemplari di serie 3956-3958 e 8745-8751, in carico ai No. 8, No. 9, e No. 11 Squadron RNAS.
Nel settembre 1917 l'United States Army, l'esercito degli Stati Uniti d'America, per sopperire all'esigenza di fornire mezzi aerei adatti all'addestramento al proprio Signal Corps, stipulò un contratto di fornitura con l'azienda francese. Al termine furono 181 gli esemplari acquistati dagli Stati Uniti, confluiti dal maggio 1918 nell'United States Army Air Service. Uno degli esemplari risulta essere stato equipaggiato in via sperimentale con un più potente rotativo Le Rhône 9Ga da 90 hp ma l'iniziativa non ebbe seguito.
Il modello venne anche prodotto su licenza a Mosca, nell'allora Impero russo, per integrare la flotta aerea dislocata sul meno impegnativo fronte orientale. Al termine del conflitto ed a causa della caduta dell'impero zarista, gli esemplari vennero acquisiti dalla neonata Repubblica russa ma ben presto si trovarono coinvolti su opposti fronti nell'ambito della Guerra civile russa. In quest'ambito, nel 1918 uno di questi esemplari venne catturato dalla Guardia Bianca finlandese a Tampere e, dopo l'istituzione dello stato finlandese, utilizzato dalla Suomen ilmavoimat fino al 1923.
In Italia dal 1917 volavano gli esemplari della Escadrille N 92 i - N 392 - N 561 per la difesa di Venezia.

## Utilizzatori
Argentina

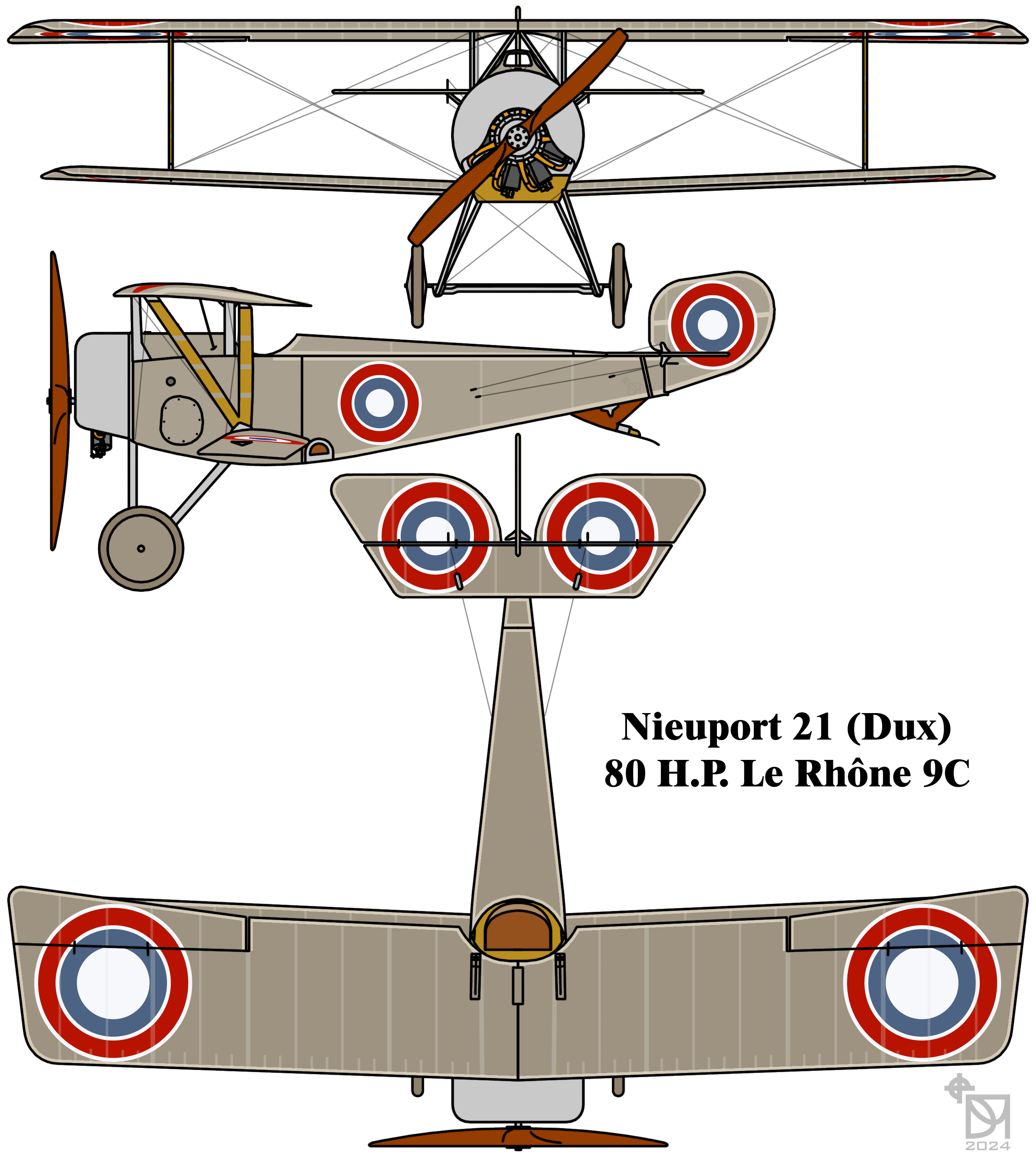
Nieuport 21

- Aviación Naval de l'Armada de la República Argentina

 Brasile
- Serviço de Aviação Militar

 Estonia
- Aviation Regiment

 Finlandia
- Suomen ilmavoimat

 Francia
- Aviation militaire
- Aéronautique navale

 Portogallo
- Serviço Aeronáutico Militar

 Regno Unito
- Royal Flying Corps
- Royal Naval Air Service

 Russia
- Imperatorskij voenno-vozdušnyj flot

 Russia
- Armata Bianca russa

 RSFS Russa
- Raboče-Krest'janskij Krasnyj vozdušnyj flot

 Serbia
- Srpska avijatika

 Siam
- Krom Akat Sayam

 Stati Uniti
- Aviation Section, U.S. Signal Corps
- United States Army Air Service

 Ucraina
 Repubblica Nazionale dell'Ucraina Occidentale